# CV Albacete
CV Albacete (fullständigt namn Club Voleibol Albacete) är en volleybollklubb från Albacete, Spanien. Klubben grundades 1984. Damlaget nådde superliga (högsta serien) 1990. Den hade sin största framgångar i mitten av 1990-talet. Säsongen 1995/1996 den de både spanska mästerskapet och cupen. Även om de inte vann några fler titlar höll de sig kvar i högsta serien och blev 2008/2009 fyra, vilket kvalificerade dem för CEV Cup. Klubben blev dock tvungen att lägga ner elitverksamheten 2009 p.g.a. ekonomiska problem och har sedan dess spelat längre ner i seriesystemet.